# Mandisa Mfeka
Mandisa Mfeka est une pilote sud-africaine. Elle est connue pour être la première femme pilote de combat noire en Afrique du Sud,.

## Biographie

### Études et formations
Mfeka est né à Ntuzuma (en), un des quatre townships de Durban dans le KwaZulu-Natal. Elle a fait ses études secondaires à la Queensburgh Girl's High School, en se spécialisant dans les sciences et les mathématiques.

### Parcours professionnel
En 2008, elle rejoint l'armée de l'air sud-africaine et est inscrite à la Central Flying School de Langebaan (en), dans le Cap occidental. Elle obtient son brevet de pilote de chasse en 2011. Elle est alors l'un des plus jeunes pilotes de sa promotion. Dans un premier temps, elle s'est entraînée sur un Pilatus PC-7 Mk II. Lors de l'investiture du président Cyril Ramaphosa, elle et d'autres femmes pilotes ont pris leur envol dans un spectacle aérien en pilotant des Bae Hawks. Elle se fait connaître en pilotant l’un des cinq avions Hawk Mk 120 de la South African Air Force au-dessus du stade Loftus Versfeld à Pretoria, à l’occasion de l’investiture du président,,,,.
Comme pilote expérimentée, elle participe à la formation des apprentis pilotes de chasse au sein de l'armée, où elle a le grade de major. Elle est aussi devenue, dans son pays, un symbole de la promotion sociale des jeunes des townships, de l'émancipation des jeunes filles qu'elle encourage à poursuivre des carrières dans l'aviation, dans l'armée ou dans les domaines techniques.

## Note et références
1. ↑  (en) « Four things you need to know about SA's first black female fighter pilot, Mandisa Mfeka », TimesLIVE, 27 mai 2019 (consulté le 26 janvier 2020)
2. ↑  (en) « Subaru: Subaru South Africa | New & Used Subaru Cars », Subaru, 8 juillet 2019 (consulté le 26 janvier 2020)
3. 1 2 3 4 5 6 7 8  (en-US) « Who is Major Mandisa Mfeka? South Africa’s First Black Female Fighter Pilot », 18 avril 2025 (consulté le 28 juin 2025)
4. ↑  (en) Wabai, « Meet Major Mandisa Mfeka, South Africa's First Black Female Combat Pilot | The African Exponent. », The African Exponent (consulté le 26 janvier 2020)
5. ↑  (en-US) Kiunguyu, « Meet Major Mandisa Mfeka, South Africa's first black female combat pilot », This is africa, 17 avril 2019 (consulté le 26 janvier 2020)
6. ↑  (en) « Major Mandisa Mfeka flying high at inauguration | Pretoria News », www.iol.co.za, 27 mai 2019 (consulté le 26 janvier 2020)
7. ↑  (en) News, « Jet set: Mandisa Mfeka on being SA's first black female combat fighter pilot », ewn.co.za (consulté le 26 janvier 2020)
8. ↑  (en-US) « Meet Major Mandisa Nomcebo Mfeka, the world's first African female fighter pilot », Uncensored Opinion, 27 mai 2019 (consulté le 26 janvier 2020)
9. ↑  (en) « Major Mandisa Mfeka urges women to aim high », SowetanLIVE, 23 août 2019 (consulté le 26 janvier 2020)
10. ↑  « SA's first black female combat fighter pilot talks making history with East Coast Drive », ECR, 3 juin 2019 (consulté le 26 janvier 2020)